# Черноруцкий, Георгий Севирович
Гео́ргий Севирович Чернору́цкий (7 июня 1913, Архангельск, Архангельская губерния, Российская империя — 4 марта 1999, Челябинск, Челябинская область, Россия) — советский и российский учёный, доктор технических наук (1966), профессор (1967), педагог.

## Биография
Родился 7 июня 1913 года в Архангельске в семье служащего. С 1932 года работал в Ленинграде инженером по электрооборудованию промышленных предприятий, в военный период проектировал и монтировал электрооборудование строящихся оборонных предприятий Сибири.
Поступил на энергетический факультет Ленинградского заочного индустриального института окончил с отличием в 1948 году, после чего поступил в аспирантуру Ленинградского электротехнического института им. В. И. Ульянова (Ленина), которую окончил в 1952 году.
Преподавал в Дальневосточном политехническом институте им. В. В. Куйбышева.
В 1955 году переехал в Челябинск и устроился в Челябинский политехнический институт (ЧПИ), где впоследствии основал и возглавил кафедру автоматики и телемеханики.
В 1966 году защитил докторскую диссертацию на тему «Инженерные методы расчета динамических свойств электромеханических систем управления со случайными параметрами», с 1967 года — профессор.

## Научная деятельность
Сфера научных интересов — теория стохастических систем и разработка инженерных методов расчёта систем автоматического управления со случайными параметрами.
Создатель научной школы по различным направлениям теории систем управления.
Научный руководитель 69 кандидатов наук и 14 докторов наук. Автор двух монографий, более 200 печатных работ, 35 авторских свидетельств и патентов.

## Признание и награды[2][6]
- Заслуженный деятель науки РСФСР (1973);
- Орден Трудового Красного Знамени (1971);
- пять медалей;
- звание «Почётный профессор ЧГТУ» (1996);
- в 2001 году ему установлен памятный бюст в мемориальной галерее ЮУрГУ;
- 5—7 июня 2013 года в ЮУрГУ прошла научно-практическая конференция «Актуальные проблемы автоматизации и управления», посвящённая, помимо прочего, 100-летию со дня рождения профессора Черноруцкого[6].